# Пенхержевский, Александр Лаврентьевич
Александр Лаврентьевич Пенхержевский (Пенхиревский) (1787—1851) — генерал-лейтенант, герой войн против Наполеона, Киевский комендант.

## Биография
Родился в 1787 году, происходил из польских дворян Каменец-Подольской губернии, был сыном штабс-капитана войск польских Лаврентия Александровича Пенхержевского.
В военную службу вступил в 1803 году юнкером в Maриупольский гусарский полк, затем служил в Уланском Его Высочества полку. 6 мая 1807 года произведён в корнеты. Принимал участие в кампании 1806—1807 годов в Восточной Пруссии и за отличие в сражении при Фридланде получил 21 сентября 1807 года орден Анны 3-й степени (впоследствии этот орден был переименован в 4-ю степень). В 1808 году принял участие в походе против Швеции. 12 декабря 1809 года переведён в лейб-гвардии Драгунский полк прапорщиком, был полковым квартирмейстером.
В 1812 году участвовал в отражении нашествия Наполеона в Россию, за боевые отличия был 19 декабря 1812 года награждён золотой саблей с надписью «За храбрость»  и орденом св. Владимира 4-й-степени, а 13 марта 1814 года за отличие был удостоен ордена св. Георгия 4-й степени. Также отличился в Кульмском бою.
8 ноября 1817 года получил чин полковника, с 1821 года состоял в лейб-гвардии Подольском кирасирском полку.
С 6 октября 1822 года командовал Литовским уланским полком. 6 декабря 1826 года произведён в генерал-майоры и назначен состоять при начальнике гвардейской кавалерийской дивизии в Варшаве, а затем состоял командиром 2-й бригады гвардейской кавалерийской дивизии бывшего резервного корпуса войск, находившихся под начальством цесаревича Константина Павловича. Во время Польского восстания фельдмаршал Дибич 23 января 1831 года назначил Пенхержевского командиром 1-й бригады 6-й уланской дивизии, а вскоре (24 февраля) он был определён военным начальником в Подляское воеводство Царства Польского и «за отличное усердие и благоразумные распоряжения, оказанные по управлению сим воеводством» 3 апреля получил орден Св. Анны 1-й степени. По взятии Варшавы граф Паскевич 13 сентября назначил Пенхержевского исправляющим должность Варшавского коменданта, 26 апреля 1832 года он был утверждён в этой должности и 17 ноября 1834 года был награждён орденом Св. Владимира 2-й степени. 28 февраля 1835 года  Пенхержевский был назначен начальником 1-й лёгкой гвардейской кавалерийской дивизии и 6 декабря 1835 года получил чин генерал-лейтенанта, а затем назначен комендантом Киева и Киево-Печерской цитадели. На этом посту он находился до самой своей смерти, последовавшей в 1851 году, исключен из списков умершим в приказе от 29 августа.
Его сыновья: Михаил (генерал-майор, действительный статский советник), Павел (полковник), Иван (действительный статский советник, гофмейстер).

## Награды
Среди прочих наград Пенхержевский имел следующие:
- Орден Святой Анны 4-й (3-й) степени (21 сентября 1807 года)
- Золотая сабля с надписью «За храбрость» (19 декабря 1812 года)
- Орден Святого Владимира 4-й степени с бантом (1812 год)
- Орден Святой Анны 2-й степени (3 июня 1813 года) с алмазами (30 декабря 1814 года)[11][12]
- Кульмский крест (1813 год)
- Орден Святого Георгия IV класса (13 марта 1814 года, № 2879 по кавалерскому списку Григоровича — Степанова)
- Орден Святого Станислава 1-й степени (12 мая 1829 года)
- Орден Святой Анны 1-й степени (3 апреля 1831 года, императорская корона к этому ордену пожалована 1 апреля 1843 года)
- Польский знак отличия за военное достоинство (Virtuti Militari) 3-й степени (1831 год)
- Орден Святого Владимира 2-й степени (17 ноября 1834 года)
- Орден Белого орла (19 февраля 1846 года)